# Sorgestjärnarna
Sorgestjärnarna är varandra näraliggande sjöar i Sorsele kommun i Lappland och ingår i Umeälvens huvudavrinningsområde
- Sorgestjärnarna (Sorsele socken, Lappland, 732426-152286), sjö i Sorsele kommun, 66°01′03″N 16°18′31″Ö / 66.0175°N 16.3087°Ö
- Sorgestjärnarna (Sorsele socken, Lappland, 732433-152301), sjö i Sorsele kommun, 66°01′06″N 16°18′43″Ö / 66.0182°N 16.312°Ö
- Sorgestjärnarna (Sorsele socken, Lappland, 732449-152318), sjö i Sorsele kommun, 66°01′11″N 16°18′57″Ö / 66.0196°N 16.3158°Ö